# Joseph Antoine Rengguer

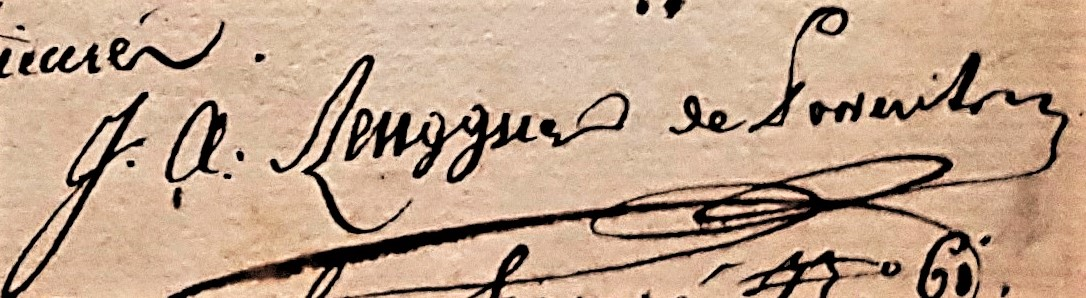
Unterschrift von Joseph-Antoine Rengguer 1795

Joseph-Antoine Rengguer (* 14. Juni 1734 in Altkirch; † 5. September 1821 in Colmar), auch Joseph Anton Rengger, war ein jakobinischer Revolutionär im Fürstbistum Basel und der Raurachischen Republik.

## Leben

### Jugend und frühe Karriere
Joseph-Antoine Rengguer war Sohn des Schatzmeisters im Fürstbistum Basel. Er besuchte das Jesuitenkollegium in Pruntrut und studierte Rechtswissenschaften an der Universität Strassburg. Nachdem er zuerst als Anwalt tätig gewesen war, wurde er 1764 Hofratssekretär, 1767 Hofrat und 1780 Syndikus der Landstände im Dienst des Fürstbischofs Franz Joseph Sigismund von Roggenbach. 1783 wurde er geadelt und konnte seinem Namen den Titel «de la Lime» anfügen.

### Revolution und Bildung einer Republik
Ab den frühen 1780er Jahren drängte er im Fürstbistum Basel auf Reformen und die Einberufung einer Ständeversammlung. Nach Ausbruch der Französischen Revolution radikalisierte er sich und strebte zusammen mit Jean-Baptiste Gobel einen Umsturz im Fürstbistum und die Bildung einer Republik an. Im Frühjahr 1791 stellte sich Rengguer an die Spitze der revolutionären Bewegung. Nach mehreren gescheiterten Umsturzversuchen gelang es ihm mit Unterstützung des französischen Generals Odon Demars, das fürstliche Schloss in Pruntrut gewaltsam zu besetzen. Der Fürstbischof hatte sich schon Monate zuvor in die Eidgenossenschaft zurückgezogen.
Rengguer wurde zum Präsidenten der neuen Nationalversammlung gewählt und stand damit an der Spitze der kleinen Raurachischen Republik, die am 19. Dezember 1792 ins Leben gerufen wurde. Seine Wahl und spätere Wiederwahl wurde allerdings nur dank Druckausübung Demars, politischen Interventionen Gobels und verschiedenen illegalen Massnahmen ermöglicht. Die Spannungen und Konflikte zwischen den revolutionsfreundlichen und den zahlenmässig überlegenen antirevolutionären Kräften liessen nicht nach. Beide Seiten lobbyierten für ihre Sache in Paris. Als General Demars abberufen wurde, verlor Rengguer einen wichtigen Unterstützer. Er und seine Anhänger strebten nun den Anschluss an Frankreich an, um so den Widerstand der Revolutionsgegner zu brechen.

### Französischen Annexion
Der französische Konvent entsandte im Februar 1793 drei Kommissare (Ritter, Monnot und Laurent) in die Raurachische Republik, um die Situation zu klären und eine Integration in die Französische Republik zu prüfen. Diese stuften zwar das Handeln Rengguers, Demars und Gobels als willkürlich und despotisch ein, rieten aber aufgrund der chaotischen Zustände dennoch zu einer Einverleibung des Kleinstaates in die Französische Republik. Nach einer manipulierten Volksabstimmung wurde die Annexion am 23. März 1793 Realität.
Joseph Antoine Rengguer spielte auch im neuen Französischen Departement Mont-Terrible eine führende Rolle, zuerst als Generalstaatsanwalt und Mitglied des Direktoriums, dann als Mitglied des departementalen Wohlfahrtsausschusses. Auch die anderen Schlüsselpositionen wurden mit seinen Anhängern besetzt. Wie im übrigen Frankreich setzte auch im Mont-Terrible die jakobinische Schreckensherrschaft ein. Politische Gegner und Priester wurden verfolgt. Rengguer ordnete zwar die Beschaffung einer Guillotine an, liess aber, anders als seine Gesinnungsgenossen in Paris, nicht massenweise Revolutionsgegner hinrichten. Insgesamt fielen im Departement vier Personen der «Terreur» zum Opfer.

### Flucht, Gefangenschaft und Rückkehr
Der katastrophalen Wirtschafts- und Versorgungslage versuchte Rengguer erfolglos mit Maximalpreisen und einem Verbot der Warenhortung zu begegnen. Es kam zu Unruhen und Aufständen. Rengguers wichtigster Unterstützer Gobel, zwischenzeitlich Metropolitanbischof von Paris, wurde gestürzt und im April 1794 hingerichtet. Auch Rengguer selber kam immer stärker unter Druck. Zu früheren Anschuldigungen wegen Veruntreuung kamen neue wegen Diebstahls hinzu. Der drohenden Verhaftung versuchte er sich durch Flucht nach Biel zu entziehen. Bern wollte den Jakobiner auf seinem Gebiet indes nicht dulden und wies ihn aus. Auf französischem Boden wurde er verhaftet und zuerst nach Pruntrut und dann in die berüchtigte Conciergerie nach Paris verbracht. Dort wurde er nach einer Gerichtsverhandlung wieder freigelassen, weil man seine Inhaftierung den Intrigen seiner Gegner zuschrieb. Der Sturz Robespierres im Juli 1794 hatte auch den Fall der Jakobiner im Departement Mont-Terrible zur Folge. Rengguers dortige Anhänger wurden verfolgt und verhaftet. Er selber kam auf die gefürchtete Emigrantenliste und durfte nicht nach Pruntrut zurückkehren. In Paris konnte er sich dank der Unterstützung von Freunden über Wasser halten.
Nach drei schwierigen Jahren brachte der jakobinische Staatsstreich vom 18. Fructidor (4. September 1797) in Paris eine Wende zu seinen Gunsten. Im Departement Mont-Terrible wurden die gemässigten Revolutionäre wieder durch radikalere ersetzt. Unter ihnen war auch Joseph-Antoine Rengguer, der in die departementale Zentralverwaltung berufen wurde. Es kam zu einer «petite Terreur», indem nun Konterrevolutionäre, Konservative und gemässigtere Revolutionsbefürworter verfolgt wurden.

### Tod im Exil
Die Wahlen vom Frühjahr 1798 führten dann erneut zu einer Umkehr der Situation, weil Rengguer und seine Getreuen nicht genügend Stimmen erhielten. Nach ihren vergeblichen Versuchen, politischen Gegnern das Stimmrecht zu entziehen, wurden sie ihrerseits von der Departementsversammlung ausgeschlossen.
Rengguer ging ins Exil nach Strassburg. Während dem napoleonischen Kaiserreich kamen der Marschall François-Joseph Lefebvre und andere Bekannte Rengguers in Frankreich wieder in einflussreiche Positionen. Das ermöglichte es ihm, 1807 in das ehemalige Fürstbistum, das nun Teil des Departements Haut Rhin war, zurückzukehren. Er wirkte als Richter und später Gerichtspräsident in Delsberg. Auch diese Rückkehr war aber nicht definitiv. Die Niederlage Frankreichs im Sechsten Koalitionskrieg und das Vorrücken der alliierten Truppen hatte der zur Folge, dass Rengguer 1813 abermals die Flucht ergreifen musste.
Er starb am 5. September 1821 in Colmar.